# التجمع من أجل الشعب
التجمع من أجل الشعب (بالفرنسية: Rassemblement pour le peuple) هو حزب سياسي في السنغال. في الانتخابات التشريعية التي جرت في 3 يونيو 2007، فاز الحزب بنسبة 4.25٪ من الأصوات الشعبية وحصل على مقعدين إثنين من أصل 150 مقعدًا.